# Guy II. de Nesle
Guy II. de Nesle († 14. August 1352 bei Mauron) war ein Herr von Mello und ein Marschall von Frankreich aus dem Haus Clermont. Er war ein Sohn des Jean I. de Nesle († 1352), Herr von Offemont, und ein Enkel des Marschalls Guy I. de Clermont.
Nesle wurde 1348 von König Philipp VI. zum Marschall ernannt und amtierte während des Hundertjährigen Krieges als Befehlshaber im Artois, Bourbonnais und in Flandern. Bei der Belagerung von Saint-Jean-d’Angély geriet er 1351 in englische Gefangenschaft, aus der er nach einer Lösegeldzahlung befreit wurde.
Im Jahr 1352 war Nesle ein Gründungsmitglied des von König Johann II. neugestifteten Sternordens. Im August desselben Jahres führte er ein Kontingent aus etwa einhundert Ordensrittern in die Bretagne, wo sie in der Nähe von Mauron durch ein überlegenes englisches Heer überrascht wurden. Obwohl ihnen ein Fluchtweg offenstand gab Nesle den Befehl zum Angriff, getreu dem Motto des Ordens, eher getötet oder gefangen genommen zu werden als zu fliehen. Nahezu alle Ritter einschließlich des Marschalls wurden in dieser Schlacht getötet, für den Sternenorden bedeutete dies kaum nach seiner Gründung das ideelle Ende.
Guy de Nesle war verheiratet mit Jeanne de Bruyères, ihr gemeinsamer Sohn war Jean II. de Nesle und ihr Enkelsohn Guy III. de Nesle, welcher 1415 bei Azincourt fiel. Guys eigener Bruder Guillaume wie auch ihr Vetter, Marschall Jean de Clermont, fielen 1356 in der Schlacht von Maupertuis.